# Vater telefoniert mit den Fliegen
Vater telefoniert mit den Fliegen ist ein Band mit Collagen von Herta Müller, der zuerst 2012 bei Hanser erschien. Er besteht aus fünf Teilen und enthält 187 Werke in Postkartenformat hochkant. Müller verwendet Collage als Metapher, als Struktur und als künstlerische Praxis. In jüngeren Collagen kommt dabei das Poetische und Spielerische zunehmend zur Geltung. Im Vergleich zu Müllers vorigen Bänden dominieren in Vater telefoniert mit den Fliegen weniger Buchstaben und Farbgebung, sondern es werden einzelne Schriftelemente betont und wie sie vom Typ, ihrer Farbe und ihrer Größe her mit den Bildelementen in einem Wechselspiel stehen.
2014 erschien die Taschenbuchausgabe im S. Fischer Verlag.

## Zur Ausgabe
Es gibt weder ein Inhaltsverzeichnis noch einzelne Werktitel wie bei Lyrikbänden. Die Eigenheiten wären besser zur Geltung gekommen, wenn sorgfältiger ediert worden wäre und ein weniger lyrikmäßig standardisiertes Werk wäre als Ergebnis begrüßenswert gewesen. Mit Collage anstelle von normalem Buchdruck gelingt es deutlich zu machen, wie subversiv der Spaß der Kombination und des Reimens auf Allegorien der Macht ist.
Die fünf Teile tragen folgende Titel in Großbuchstaben: „Eine Nachricht die klar wie ein Messer war“; „Ein spielloser Fall ist der Schnee“; „Das Wort unbedingt ist müd vom Wort unbedingt“; „Wer weiss, wem ich das Leben stehl“; „Die Haut ist nur ein Fleck beleidigter Batist“.

## Interpretationen
Die Collagen werden von Edith Ottschofski beschrieben als leidenschaftlich, spielerisch, ironisch, innerlich zitternd, neckisch und lustig, tiefgründig und herzzerreißend. Herta Müller versteht sich nicht als bildende Künstlerin, denn ihre Collagen seien zu instinktiv und intuitiv. Der sprachliche Rhythmus klingt wie bei Schüttelreimen oder Kinderliedern, die Reime sind skurril und von subversiver Kraft. Müller macht aus ‚Print-Abfällen’ Literatur, versteckte Medienkritik?, fragt Ottschofski. Die Gedichte sehen wie Erpresserbriefe aus alten Filmen aus. Jedes Wort scheint störrischer zu sein als in einem normalen Text, berichtet Susanne Messmer von der Lesung und ersten Buchvorstellung am 7. September 2012 in Berlin; und weiter: „Diese Art der Gedichtproduktion ist für sie nicht dasselbe wie Schreiben. Denn bis zu einem gewissen Grad muss sie sich die Worte hier nicht ausdenken. Sie muss sie nur finden.“ Viele dieser Gedichte sind nicht zuletzt Vorläufer oder Nachläufer ihrer großen Themen. Herta Müller pflegt ein Misstrauen gegenüber der Sprache, weil die so leicht vor den Karren der Macht zu spannen ist. Sie stellt die faden Worte in andere Kontexte und haucht ihnen neues Leben ein. Im Unterschied zu ihrer Prosa gelingt ihr das in ihren Gedichtcollagen vergleichsweise unangestrengt, so Messmer.
Die Texte in diesem Band sind faszinierend-schillernd, meint Martin Krumbholz in seinem Radioessay für den Deutschlandfunk, und sie lassen vieles offen, unter anderem das Entscheidende. Das betrifft auch einzelne Wörter, zum Beispiel nennt Krumbholz „Eigenschaf“: „man sieht es ihm an, dass ihm nichts fehlt“, auch kein Buchstabe am Ende. Jedes Wort habe seine zudem eigene Physiognomie in Farbe und Form. Hier gibt Krumbholz folgende Beispiele aus derselben Collage: fett und schwarz sind „Pfirsiche“, groß und grün auf schwarzem Untergrund „Wolle“. „Gefühle“ würden in stolzen Versalien ihren Raum behaupten und halbfett kursiv auf blassgrünem Hintergrund macht sich der „nette Apotheker“ breit.
Es handelt sich bei den Collagen um Langsätze, die als Formkonturierungen lesbar sind, so Ralph Köhnen. Müller nimmt die Tradition des Aphorismus auf und fabriziert Versreden mit Reim, deren Bilder sich dauernd umorientieren und zerstreuen. Die Versreden zentrieren sich um politische Leitbegriffe und werden zu Anklagen und die „Wort-Bilder wuchern und erzeugen Assemblagen in Form von Wandlungsketten und Metamorphosen.“

## Rezeption
„Eigentlich möchte man diese kleinen Wortwunderwerke ihres neuesten Bandes Vater telefoniert mit den Fliegen gar nicht zitieren, nicht darüber schreiben, wie es wahrscheinlich Hunderte von Germanisten in ihren Abschlussarbeiten tun und damit weiße Vorgartenzäune bauen für die Lyrik dieser Herta Müller. Doch einsperren lassen sich die Sprache dieser Autorin und auch sie selbst schon lange nicht mehr,“ heißt es in einem Bericht von Eva-Maria Manz zu Herta Müllers Lesung am 11. Juni 2013 beim 8. Wertewelten-Forum an der Universität Tübingen, der in der Stuttgarter Zeitung  erschien.

## Ausstellung
- Ausstellung HERTA MÜLLER [RO/D]: »VATER TELEFONIERT MIT DEN FLIEGEN«, Special beim Internationalen Literaturfestival Berlin vom 8. September 2012 bis zum 13. Oktober 2012[12]

## Rezensionen
- Susan Christely, Gedichtbilder. Die poetische Leichtigkeit der Herta Müller, 3sat.de, Kulturzeit, 31. August 2012
- Literatur. Herta Müllers „Vater telefoniert mit den Fliegen“, focus.de, 31. August 2012
- Susanne Messmer, „Eine blöde abgedrehte Laus“. GROSSE WORTE (5). Beim Internationalen Literaturfestival trägt Herta Müller ihre Gedichtcollagen vor. So gelöst hat man die Nobelpreisträgerin selten gesehen, taz.de (taz Berlin lokal, S. 41), 8. September 2012
- Edith Ottschofski, Vom „Herzkran“ und der „Heimat zum Quadrat“, siebenbuerger.de, 23. September 2012
- Harald Hartung, Frankfurter Allgemeine Zeitung, 6. Oktober 2012
- Catrin Lorch, Süddeutsche Zeitung, 14. November 2012
- Martin Krumbholz, Wortbefunde auf Karteikarten geklebt. Herta Müller: "Vater telefoniert mit den Fliegen", deutschlandfunk.de, 26. November 2012 (mit Textbeispielen)
- Francesca Capone, „Vater telefoniert mit den Fliegen“, 31. Juli 2013

## Forschungsliteratur
- Weidenhiller, Ute: „Angst ist ein greller Stoff.“ Herta Müllers Collagensammlung Vater telefoniert mit den Fliegen. In: Spiegelungen 8, 2013, 2, 145–149.
- Hedayati-Aliabadi, Minu: Der Fremde Blick — ein fremdes Auge. Transmediale Inszenierung von Schrift und Bild in Herta Müllers Collagen (Dieser Artikel ist Open Access). Textpraxis. Digitales Journal für Philologie, No. 5, 2/2012
- Rossi, Christina: Vom Trauma zum Tabu. Schweigen und Subversion in den Collagen Herta Müllers. In: Deeg, Jens Christian/Wernli, Martina (Hrsg.): Herta Müller und das Glitzern im Satz. Eine Annäherung an Gegenwartsliteratur. Würzburg 2016 (Königshausen & Neumann), S. 237–260.